# Иванчин, Геннадий Иванович
Генна́дий Ива́нович Ива́нчин (28 марта 1938, Чажегово, Свердловская область — 21 марта 2023, Курган) — советский и российский художник-монументалист.

## Биография
Геннадий Иванович Иванчин родился 28 марта 1938 года в селе Чажегово Чажеговского сельсовета Гайнского района Коми-Пермяцкого национального округа Свердловской области, ныне деревня входит в Гайнский муниципальный округ Коми-Пермяцкого округа Пермского края.
В 1961 году окончил Нижне-Тагильское училище прикладных искусств, а в 1969 году — один из самых престижных художественных вузов — знаменитое Московское высшее художественно-промышленное училище (бывшее Строгановское училище).
После окончания Строгановского училища в 1969 году приехал в город Курган. Преподавал в Курганском училище культуры. С 1973 года член Союза художников СССР, после распада СССР — Союза художников России, председатель художественного совета Курганской организации Союза художников России.
Известность мастеру принесли монументальные работы — росписи, мозаики и витражи таких объектов как ЦУМ (ныне Зауральский торговый дом) — цветная мозаика из керамической плитки площадью 300 м² (1973, совместно с художником Юрием Яковлевичем Козьминых), мозаика в здании аэровокзала аэропорта Курган (1972, разрушена в 2020), Дворец бракосочетаний, Дом отдыха «Лесники», кинотеатр «Курган» и др. Автор герба города Кургана (1970).
Особая масштабность, монументальность свойственны всему, что делает этот художник. Живописные пейзажи и натюрморты мощно и сильно вылеплены ударами кисти, их цветовая гамма плотная и насыщенная.
Иванчин Геннадий Иванович — участник областных, зональных, российских и зарубежных художественных выставок. Его работы хранятся в музеях и частных собраниях России, Украины, Белоруссии, Казахстана, Германии, Франции, Испании, США.
Одной из главных тем в творчестве стало православие. Он — автор картин «Ангел-хранитель», «Крещение Господне», «Благовещение», «Христос и грешница», «Тайная вечеря», росписи Свято-Троицкого собора города Троицка, в котором замироточила чудотворная икона Святителя Николая, которую он реставрировал и росписи Храма Рождества Христова в селе Частоозерье Частоозерского района Курганской области.
Участвовал более чем в 50 выставках. В марте 2013 года в Кургане состоялась персональная выставка художника, посвящённая его 75-летию.
Геннадий Иванович Иванчин скончался 21 марта 2023 года в городе Кургане Курганской области. Прощание было 23 марта в Богоявленской церкви прихода Рождества Христова по адресу: ул. Пушкина 2а.

## Награды
- Медаль «За трудовую доблесть»
- Благодарственное письмо Управления культуры Курганской области, 13 марта 2018 года[13]

## Семья
- Жена Любовь Семёновна
- Дочери:
  - Татьяна
  - Анна
  - Яна